# فرايدا لورانس
فرايدا لورانس (بالألمانية: Frieda von Richthofen)‏ هي مترجمة وكاتِبة ألمانية، ولدت في 11 أغسطس 1879 في متز في فرنسا، وتوفيت في 11 أغسطس 1956 في تاوس في الولايات المتحدة.